# Београдска трка кроз историју
Београдска трка кроз историју је годишња  трка мушкараца на око 6 километара (5834 метара) који се одржава у Београду, Србија. Трка се одвија стазом кроз древну тврђаву престонице - Калемегдан. Сврха трке је да кроз спорт укаже на историју и културу града. Необично окружење такмичења значи да укључује аспекте трчања по путу, трчање по природном терену и трчање стазама: пролази се путевима, калдрмом, травнатим површинама и мостовима.
Прво такмичење одржано је 1996. године, и настављено је сваке следеће године, до четвртог, 1999. године. НАТО бомбардовање Југославије 1999. године није спречило да се трка одржи те године, иако су три месеца бомбардовања оштетила електране, водоснабдевање и индустријске и стамбене објекте широм града. Датум одржавања је промењен за октобар и то је био први велики међународни спортски догађај који се одржао у Београду након рата на Косову и Метохији. Од тада је наступио десетогодишњи прекид због проблема са финансирањем, али трка је обновљена 2009. године. Такмичење дели организациони одбор са Београдским маратоном, а ова два догађаја су често одржавана у непосредној близини.
Стаза, која има многобројне кривине, не дозвољава велики број тркача и током одржавања трке ни на једном такмичењу није учествовало више од тридесет спортиста. Као резултат, такмичари су били неки од најбољих професионалних тркача на дуге стазе. Паул Тергат (Paul Tergat)), бивши светски рекордер у маратону и двоструки олимпијски освајач сребрне медаље, такмичио се на све четири трке у деведесетима и био је почасни гост на поновном отварању 2009. године. Бонифације Кируи (Boniface Kirui) је победио у овој трци са временом од 17 минута и 15 секунди, a  другопласирани Јосеф Кипту Биреч (Joseph Kiptoo Birech) завршио је са истим временом. Јосфат Мењо (Josphat Menjo) je поставио рекорд стазе који ће освојити наредне године у трци у којој су троје других такмичара поклекли под претходним најбољим резултатом.

## Досадашњи победници
| Трка    | Година | Победник               | Време ( м:с ) |
| ------- | ------ | ---------------------- | ------------- |
| прва    | 1996   | Brahim Lahlafi (MAR)   | 16:58         |
| друга   | 1997   | Hendrick Ramaala (RSA) | 17:20         |
| трећа   | 1998   | Philip Mosima (KEN)    | 17:02         |
| четврта | 1999   | Fita Bayisa (ETH)      | 17:08         |
| пета    | 2009   | Boniface Kirui (KEN)   | 17:15         |
| шеста   | 2010   | Josphat Menjo (KEN)    | 16:53         |